# WWE Draft
De World Wrestling Entertainment (WWE) Draft (van 2002 tot 2007 gekend als de WWE Draft Lottery) was een trekking waarbij de professioneel worstelaars van de WWE worden verdeeld over verschillende competities, elk aangeduid met een merk. De Draft Lottery werd het eerst gehouden tijdens de brand extension van 2002. Van 2005 tot 2008 vond de trekking plaats in de maand juni, vanaf de WWE Draft 2009 vond de trekking plaats in april.

## Geschiedenis
| Jaar | Brands             | Aantekeningen |
| ---- | ------------------ | --- |
| 2002 | Raw SmackDown!     | Na het verwerven van de World Championship Wrestling (WCW) en Extreme Championship Wrestling (ECW), splitste de WWE zijn rooster in twee worstelmerken: Raw en SmackDown!. WWF CEO Linda McMahon kondigde aan dat de WWF-eigenaars Ric Flair en Vince McMahon supersterren zouden trekken en respectievelijk naar Raw en SmackDown! werden doorgestuurd. The Rock werd als eerste naar SmackDown! gestuurd en The Undertaker was de eerste die naar Raw werd gestuurd. |
| 2004 | Raw SmackDown!     | WWE-voorzitter Vince McMahon kondigde een trekking aan. Elke General Manager kreeg 6 trekkingen. |
| 2005 | Raw SmackDown!     | Tijdens de loterij zat SmackDown! zonder een wereldkampioen nadat Raw John Cena heeft verworven, die in bezit was van het WWE Championship. SmackDown! kondigde aan dat ze plannen hadden om hun eigen wereldkampioenschap op te richten, maar dat werd later ontbonden nadat Batista, die in bezit was van het WWE World Heavyweight Championship, van Raw naar SmackDown! ging.                                                                                      |
| 2006 | ECW                | In 2006 werd de WWE ECW opgericht en Paul Heyman, voorzitter van ECW, mag één Raw- en SmackDown!-superster aanwerven. |
| 2007 | Raw SmackDown! ECW | Voor het eerst werd er drie programma's deelgenomen aan de loterij. De aanwerving van supersterren gebeurt voor het eerst telkens na een wedstrijd. De worstelaar die de match won voor zijn/haar brand werd er een superster naar zijn/haar brand gestuurd. De trekking werd aangekondigd door Shane McMahon op 28 mei en vond plaats in een drie-uur aflevering van Raw op 11 juni.                                                                                  |
| 2008 | Raw SmackDown ECW  | De loterij geschiedde op dezelfde wijze als in 2007, afgezien van het feit dat Vince McMahon aankondigde dat er een loterij plaatsvond op 23 juni. |
| 2009 | Raw SmackDown ECW  | Op 11 februari, WWE kondigde via hun website aan dat de "2009 Draft" plaatsvond in een aflevering van Raw op 13 april. De loterij bestond uit drie-branded matchen met de winnaar van de match's brand krijgt een trekking. Er werden 12 worstelaars getrokken op televisie. Een aanvullend trekking was aangekondigd op 15 april, waarbij 24 worstelaars werden getrokken.                                                                                            |
| 2010 | Raw SmackDown      | WWE kondigde aan dat de "2010 Draft" plaatsvond in een aflevering van Raw op 26 april. Er werden 8 worstelaars getrokken op televisie. Een aanvullend trekking was aangekondigd op 27 april, waarbij 13 worstelaars werden getrokken. |
| 2011 | Raw SmackDown      | WWE kondigde aan dat de "2011 Draft" plaatsvond tijdens de aflevering van Raw op 25 april. |
| 2016 | Raw SmackDown      | WWE kondigde aan dat de "2011 Draft" plaatsvond tijdens de aflevering van Smackdown op 19 july. |